# Alaeddine Bouslimi
Alaeddine Bouslimi, né le 5 septembre 1990 à Jendouba, est un footballeur tunisien évoluant au poste de défenseur central.